# Newport Transporter Bridge
Newport Transporter Bridge ("Newport Hængefærge", walisisk: Pont Gludo Casnewydd) er en hængefærge som krydser floden Usk i byen Newport i Wales. Det er den sidste krydsning af Usk før den flyder ind i Severns æstuarium. Broen er en fredet bygning i den højeste kategori i Storbritannien (Grade I) og et ikonisk symbol på Newport, som et udtryk for byens industrielle arv.

## Historie
Broen blev designet af den franske ingeniør Ferdinand Arnodin. Det blev besluttet at bygge broen i 1900. Opførelsen begyndte i 1902, og broen blev åbnet 12. september 1906. Byggeriet kostede 98.000 pund.
Broen blev opført for at følge med den hurtige udvikling på østsiden af Usk, og specielt at transportere arbejderne til et stålværk (John Lysaght and Co.).
Man valgte at lave krydsningen som en hængefærge fordi flodbredderne er meget lave, så en almindelig bro ville kræve meget lange tilkørselsramper for få at tilstrækkelig højde til at skibe ville kunne passere under broen. En færge kunne ikke bruges fordi vanddybden er for lille ved lavvande.

## Broens dimensioner
Brospændet er 197 m og afstanden over vandet er 180 m. Broens højde er 54 m ved højvande. Højden på brotårnene er 74 m over vandoverfladen. Afstanden mellem brotårnene og deres forankringspunkter er 137 m, og den samlede afstand de østlige og vestlige forankringspunkter er 471 m. Broen har to elektriske motorer på hver 35 hp (26 kW) som trækker færgeplatformen med en hastighed på 3 m/s.

## Renovering
Broen blev lukket i 1985 på grund af slitage. Efter en renovering for 3 millioner pund blev den genåbnet i 1995. Driften blev igen indstillet i december 2008. Efter reparationer for 1,225 millioner pund, betalt af staten (Wales) og kommunen, åbnede broen igen 30. juli 2010.
Broen var lukket endnu engang i perioden 16. februar - 4. juni 2011 på grund af driftsproblemer.

## Besøgscenter
Der er et besøgscenter på vestsiden af broen.

## Galleri
|                                    |
| Broen set fra vestbredden mod nord |

|                      |
| Platformen undervejs |

|                             |
| Platformen på vej mod kajen |

|                         |
| Kig nedad på platformen |

|                            |
| Gangsti på toppen af broen |